# Karl Friedrich Hausmann
Karl Friedrich Hausmann,  auch Carl Friedrich Hausmann (* 26. März 1829 in Ostheim vor der Rhön; † 6. April 1899 in Weimar), war ein deutscher Turnpädagoge und -historiker.

## Leben und Werk
Er war der Sohn des Bäckermeisters Karl Friedrich Hausmann aus Ostheim. Nach dem Schulbesuch ging er von 1846 bis 1850 an das Lehrerseminar nach Eisenach und studierte danach an der Universität Jena Mathematik, Physik, Chemie und Naturwissenschaften. In dieser Zeit fand er seinen Weg zum Turnen und wurde Schülern von Volkmar Stoy, der sich um die Einführung des obligatorischen Turnens im Großherzogtum Sachsen-Weimar-Eisenach große Verdienste erworben hatte. Später bildete sich Hausmann überdies an der Turnlehrerbildungsanstalt in Dresden weiter. Nach sechs Jahren als Lehrer für Mathematik, Naturwissenschaften und Turnen in Neustadt an der Orla wechselte Hausmann 1862 als Lehrer nach Weimar. Hier wurde er später zum Seminaroberlehrer befördert.
Er war Vorstandsmitglied der Turnerschaft in Weimar und von 1861 bis 1875 im Ausschuss der Deutschen Turnerschaft. Daneben war er als Kampfrichter bei Turnfesten tätig. Bekanntheit erlangte er vor allem durch sein damals viel gelesenes Standardwerk Das Turnen in der Volksschule, das 1863 erstmals und dann in vier Auflagen erschien. Daneben schrieb er u. a. für die Neuen Jahrbücher der Turnkunst.
Hausmann war mit Marie Rupprecht verheiratet, die vor ihm starb. Die Ehe blieb kinderlos. Er starb im Alter von 70 Jahren in seiner Wohnung in Weimar, Harthstraße 5.